# 오블루치예

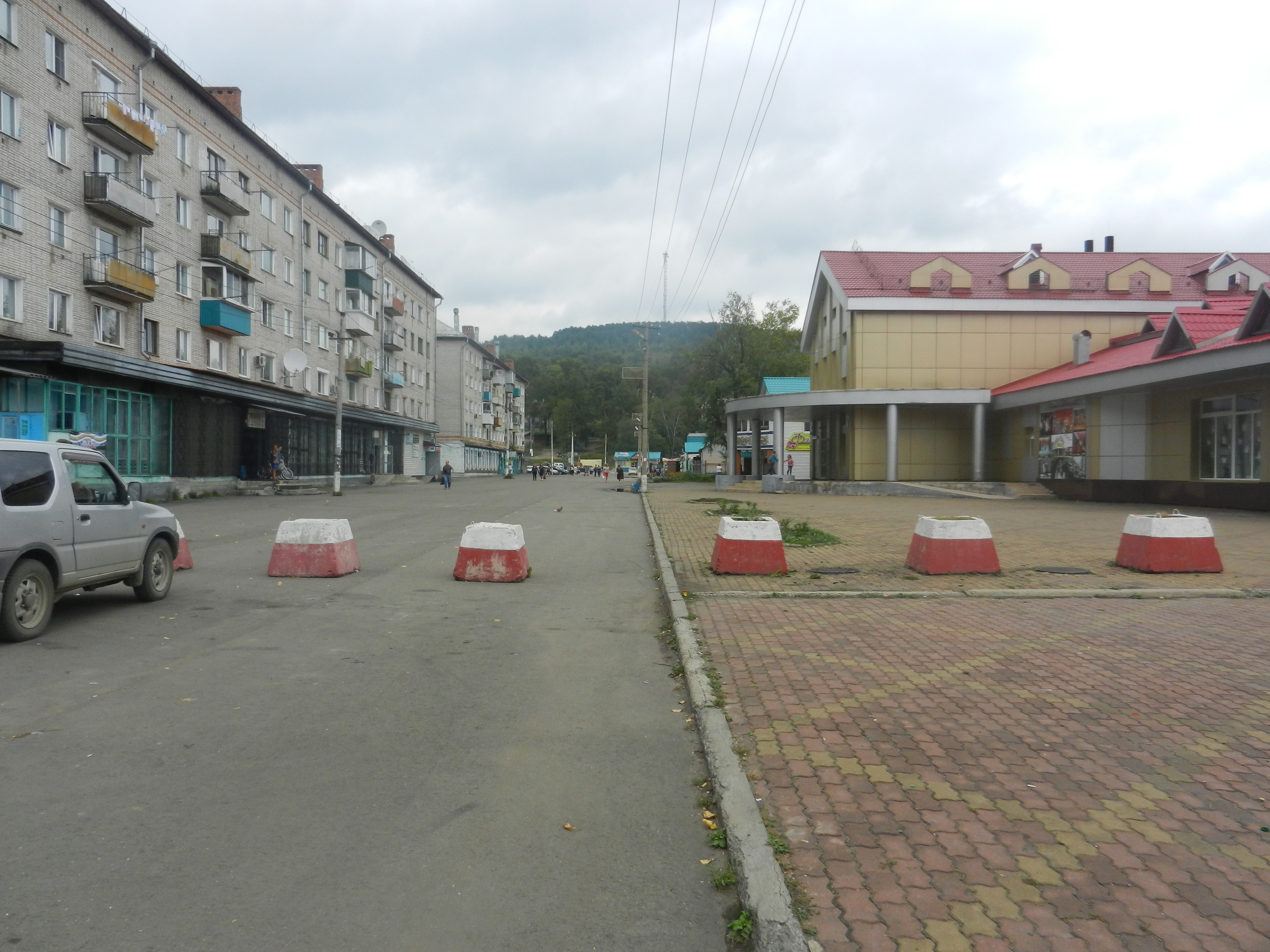

오블루치예(러시아어; Облучье)는 유대인 자치주 오블루첸스키 군에 속한 도시이다. 인구는 1만1,100명(2003년)이다. 히간 강(아무르강의 지류)이 흐르고 159km지점에 비로비잔이 위치해 있다.